# 莫呂燈鱂
莫呂燈鱂，為輻鰭魚綱鯉齒目鯉齒亞目花鳉科的其中一種，分布於非洲中部的淡水流域，體長可達4公分，棲息在水淺的溪流、湖泊、沼澤，屬肉食性，生活習性不明。

## 擴展閱讀
維基物種上的相關：莫呂燈鱂